# وسلوفکا (شهرستان فیودوروفسکی، باشقیرستان)
وسلوفکا (انگلیسی: Veselovka, Fyodorovsky District, Republic of Bashkortostan) یک شهرک در شهرستان فیودوروفسکی استان باشقیرستان کشور روسیه است.